# 동두천중앙고등학교
동두천중앙고등학교(東豆川中央高等學校)는 대한민국 경기도 동두천시 지행동에 있는 공립 고등학교이다.

## 학교 연혁
- 1974년 11월 29일 : 인문과 6학급 설립 운영
- 1975년 3월 1일 : 초대 오윤근 교장 취임
- 1975년 3월 6일 : 제1회 입학식
- 1978년 3월 6일 : 직업과정(전자계열) 설치
- 1991년 3월 1일 : 양주고등학교에서 동두천중앙종합고등학교로 교명 변경
- 1991년 9월 30일 : 병설 동두천중앙중학교 설립 인가(2008.02.28.까지)
- 1994년 8월 16일 : 인문과 남・여 공학 학칙 변경 인가(‘95년부터 적용)
- 2001년 3월 6일 : 체육관 준공
- 2002년 2월 14일 : 동두천중앙고등학교로 교명 변경 및 인문과 3반, 정보전자과 3반 운영
- 2005년 9월 5일 : 한얼관 준공
- 2021년 3월 1일 : 학과개편 승인(신재생에너지과, 스마트로봇과)
- 2022년 2월 10일 : 제45회 졸업식 (보통과 122명, 전자과 38명, 누계 10,313명)
- 2022년 3월 2일 : 제47회 입학식 (161명 입학)
- 2022년 9월 1일 :  제17대 안상균 교장 취임

## 설치 학과
- 7차일반
- 스마트로봇과
- 신재생에너지과

## 참고 자료
- 동두천중앙고등학교 - 한국교육학술정보원 학교알리미